# Itamar Einhorn
Itamar Einhorn (ur. 20 września 1997 w Modi’in) – izraelski kolarz szosowy.

## Osiągnięcia
Opracowano na podstawie:

2014
- 1. miejsce w mistrzostwach Izraela juniorów (jazda indywidualna na czas)
- 3. miejsce w mistrzostwach Izraela juniorów (start wspólny)

2017
- 2. miejsce w mistrzostwach Izraela (start wspólny)

2020
- 3. miejsce w Wyścigu Solidarności i Olimpijczyków
  - 1. miejsce na 1. etapie

2021
- 3. miejsce w mistrzostwach Izraela (start wspólny)
- 1. miejsce w Visegrad 4 Bicycle Race Grand Prix Poland
- 1. miejsce na 4. etapie Okolo Slovenska

2022
- 1. miejsce w Grand Prix Wyszków
- 1. miejsce w mistrzostwach Izraela (start wspólny)
- 3. miejsce w Visegrad 4 Bicycle Race Grand Prix Poland

## Rankingi
| Rok             | 2017  | 2018 | 2019  | 2020 | 2021 | 2022 | 2023 | 2024 |
| --------------- | ----- | ---- | ----- | ---- | ---- | ---- | ---- | ---- |
| World Ranking   | 1591. | -    | 2266. | 482. | 618. | 256. | 214. | 400. |
| UCI Europe Tour | 1004. | -    | 1458. | 398. | 495. | 208. | -    | -    |
|                 |       |      |       |      |      |      |      |      |
| Źródło: UCI     |       |      |       |      |      |      |      |      |